# Gaurav Duhoon
Gaurav Duhoon (...) è un lottatore indiano, specializzato nella lotta greco-romana.

## Biografia
Ha rappresentato l'India ai mondiali di Oslo 2021 in cui si è classificato quindicesimo, a seguito dell'eliminazione agli ottavi per mano dell'azero Hasrat Jafarov, dopo aver battuto ai punti lo svizzero Andreas Vetsch ai sedicesimi.

## Palmarès
| Anno | Manifestazione              | Sede     | Evento | Risultato | Note |
| ---- | --------------------------- | -------- | ------ | --------- | ---- |
| 2016 | Campionati asiatici cadetti | Taichung | 58 kg  | 12º       |      |
| 2016 | Campionati mondiali cadetti | Tbilisi  | 58 kg  | 21º       |      |
| 2021 | Mondiali                    | Oslo     | 67 kg  | 15º       |      |

## Altre competizioni internazionali
2021
- 9º nei 67 kg nel Torneo Matteo Pellicone ( Roma)